# جوايخو دي سانتا باربرا
بلدية جوايخو دي سانتا باربرا (بالإسبانية: Guijo de Santa Bárbara)‏، هي بلدية تقع في مقاطعة قصرش والتي تقع في منطقة إكستريمادورا، غرب إسبانيا.
يبلغ عدد سكانها 467 نسمة وفقاً لإحصائية سنة (2002).